# Tatia brunnea
Tatia brunnea es una especie de pez de la familia Auchenipteridae en el orden de los Siluriformes.

## Morfología
• Los machos pueden llegar alcanzar los 11,6 cm de longitud total.

## Distribución geográfica
Se encuentran en Sudamérica: Surinam, Guayana Francesa y Brasil.

## Observaciones
Su pequeño tamaño lo hace muy apreciado como peces de  acuario.